# 舒林山
48°1′53″N 24°39′1″E / 48.03139°N 24.65028°E

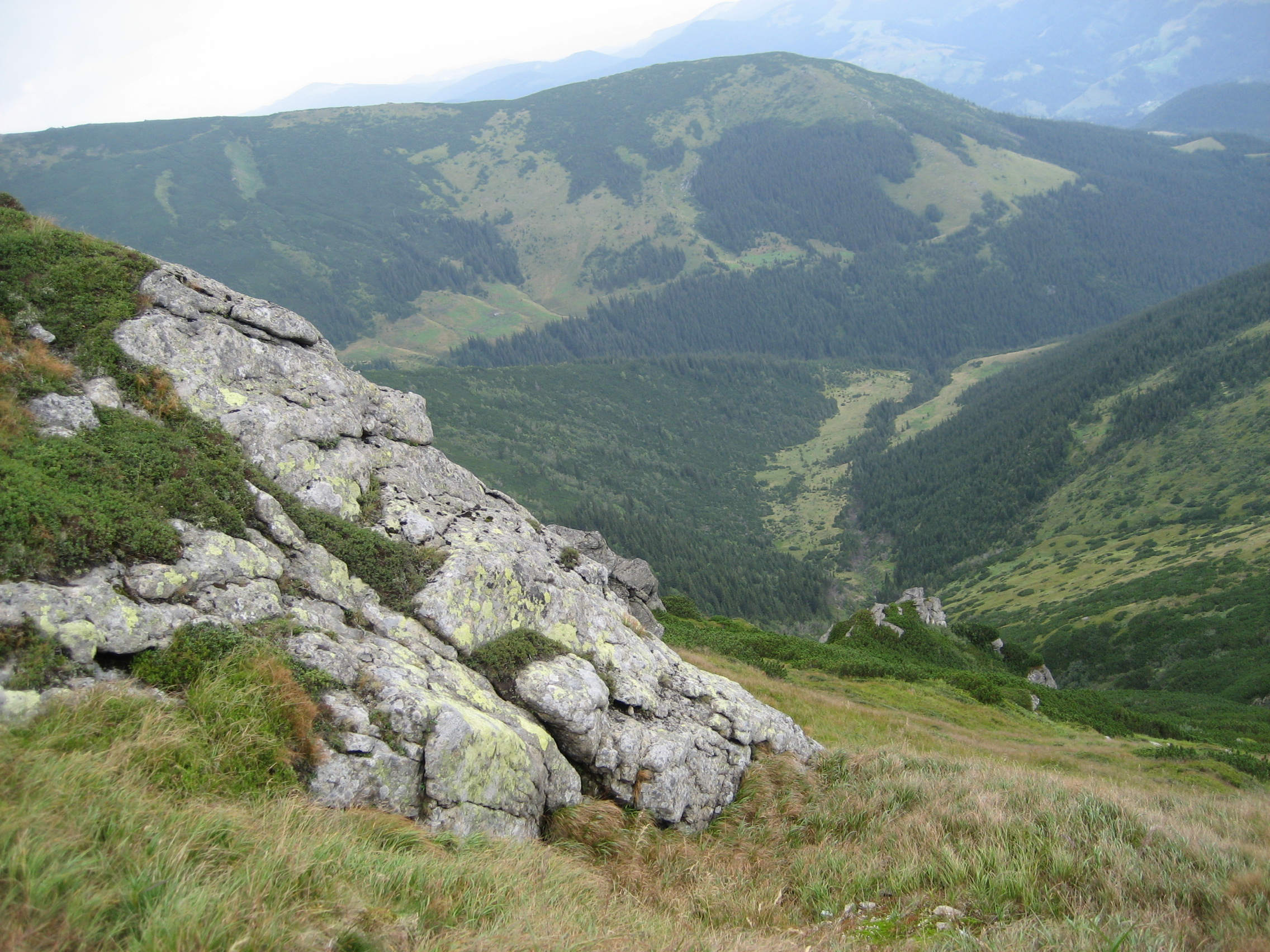

舒林山是烏克蘭的山峰，位於該國西部伊萬諾-弗蘭科夫斯克州，處於韋爾霍維納區，屬於烏克蘭喀爾巴阡山脈的一部分，海拔高度1,772米。